# Christian Rusch
Christian Rusch, född 1981, är en svensk kompositör, producent och DJ från Stockholmsområdet, bäst känd för sina verk tillsammans med Leeds-baserade producenten Greg Murray under namnet Rusch & Murray, som givits ut på brittiska bolaget Anjunabeats.

## Diskografi

### Singlar
- 2002 Missouri (som Christian Rusch presents Alias)*
- 2002 Epic (som Christian Rusch & Greg Murray)*
- 2003 Epic (som Rusch & Murray)
- 2004 The Promise (som Rusch & Murray)
- 2004 Numb (som Christian Rusch)*[3][4]
- 2004 Magellan's Voyage (som Christian Rusch)
- 2005 Yogatech (som Kuisma & Rusch)
- 2008 Classy From The Outside (som Tyler Michaud & Christian Rusch)

### Remixer
- 2003 Mike Shiver ft. Xan - Feelings (Rusch & Murray Remix)
- 2003 Masters & Nickson ft. Justine Suissa - Out There (5th Dimension) (Christian Rusch's Chill-out Mix)
- 2003 Envio - Touched By The Sun (Rusch & Elusive's Chill-out Mix)
- 2003 Scarab - Vagabond (Christian Rusch Remix)
- 2003 Envio - Touched By The Sun (Rusch & Elusive Remix)
- 2004 Oracle - The One (Rusch & Endre Remix)
- 2006 Mike Shiver & Marc Damon - Water Ripples (Christian Rusch's Chill-Out Mix)
- 2008 Ljungqvist & Länsberg - Feather Falls (Christian Rusch Remix)
- 2008 Toonpaz - Waterdrops (Christian Rusch Remix)**  (May 5th, 2008)
- 2009 Tempo Giusto - Quadratic Maze (Christian Rusch Remix)
- 2010 Gemini's Edge - Save You (Christian Rusch Remix)
- 2010 Johann Stone - Spitfire (Christian Rusch Remix)

* Endast på kompilation